# Dypsis bernieriana
Dypsis bernieriana är en enhjärtbladig växtart som först beskrevs av Henri Ernest Baillon, och fick sitt nu gällande namn av Henk Jaap Beentje och John Dransfield. Dypsis bernieriana ingår i släktet Dypsis och familjen Arecaceae. Inga underarter finns listade i Catalogue of Life.